# رئیس مجمع عالی خلق جمهوری دموکراتیک خلق کره
رئیس مجمع عالی خلق جمهوری دموکراتیک خلق کره ریاست جلسات مجمع عالی خلق، قوه مقننه کره شمالی را بر عهده دارد. رئیس فعلی مجمع، پاک تائه سانگ است که در ۱۱ آوریل ۲۰۱۹ انتخاب شد.

## اختیارات
در اصل ۹۴ قانون اساسی کره شمالی آمده‌است که رئیس مجمع عالی خلق توسط مجمع برای ریاست جلسات انتخاب می‌شود. رئیس همچنین دارای نایب‌رئیس انتخاب شده توسط مجمع است.
از سال ۱۹۷۲ تا ۱۹۹۸، هنگامی که رئیس کمیته دائمی مجمع عالی خلق جمهوری دموکراتیک خلق کره در جلسه حاضر نبود، رئیس مجمع نیز به عنوان رئیس کمیته دائمی مجمع عالی خلق فعالیت می‌کرد.